# Калињински рејон (Краснодарски крај)
Калињински рејон (рус. Калининской район) административно-територијална је јединица другог нивоа и општински рејон смештен у централном и западном делу Краснодарске покрајине, односно на југозападу европског дела Руске Федерације.
Административни центар рејона је станица Калињинскаја.
Према подацима националне статистичке службе Русије за 2017. на територији рејона живело је 51.135 становника или у просеку око 34,1 ст/км². По броју становника налази се на 31. месту међу административним јединицама Покрајине. Површина рејона је 1.499 км².

## Географија
Калињински рејон се налази у централном и западном делу Краснодарске покрајине, обухвата територију површине 1.499,54 км² и по том параметру један је од најмањих рејона у Покрајини. Граничи се са Тимашјовским рејоном на истоку, на северу је Приморско-ахтарски, северозападу Славјански, западу Красноармејски и југу Дински рејон. 
Рељефно то је једнолична степа Кубањско-приазовске низије испресецана бројним водотоцима и мањим ујезереним површинама. Најважнији водоток је река Понура која свој ток завршава у Понурском лиману, пространом мочварном подручју на западу рејона. Готово целокупна површина рејона је испресецана густом мрежом канала којима се доводи вода на поља на којима се узгаја пиринач.

## Историја
Дана 2. јуна 1924. основан је Поповички рејон као административна јединица тадашње Југоисточне области, са седиштем у станици Поповичевскаја (данас станица Калињинскаја). Првобитно се састојао од 15 сеоских општина. Свега три године касније, у фебруар 1927, Поповички рејон је расформиран, а његова територија подељена између суседних рејона. Поново је успостављен у децембру 1934, али овај пут као Кагановички рејон. Након што је у септембру 1957. станица Поповическаја преименована у Калињинску, и сам рејон добија садашњи назив. 
По други пут је био укинут у периоду између 1963. и 1978. године. 

## Демографија и административна подела
Према подацима са пописа становништва из 2010. на територији рејона живело је укупно 50.691 становника, док је према процени из 2017. ту живело 51.135 становника, или у просеку око 34,1 ст/км². По броју становника калињински рејон се налази на 31. месту у Покрајини са уделом у укупној покрајинској популацији од свега 0,92%. 
| 1959.  | 1970. | 1979.  | 1989.  | 2002.  | 2010.  | 2017.   |
| ------ | ----- | ------ | ------ | ------ | ------ | ------- |
| 42.812 |       | 43.949 | 45.111 | 50.161 | 50.691 | 51.135* |

Напомена:* Према процени националне статистичке службе. 
На територији рејона налази се укупно 27 насељених места административно подељених на 8 другостепених сеоских општина. Административни центар рејона и његово највеће насеље је станица Калињинскаја са око 14.000 становника. Веће насеље на тлу рејона је још и станица Старовеличковскаја (13.500 становника).